# 영덕 우경고택
영덕 우경고택(盈德 虞卿古宅)은 대한민국 경상북도 영덕군 영해면 원구리에 있는 고택이다. 2018년 7월 16일 경상북도의 문화재자료 제665호로 지정되었다.

## 지정사유
영덕 우경고택은 18세기 전반에 창건되었기에 후세에 수차에 걸쳐 보수되었지만 비교적 원형을 잘 유지하고 있으며, 종가와 분가와의 위계설정에 따른 가옥의 배치와 대지의 여건에 부합되는 여성 공간의 배치 변화, 다양한 수장 공간 및 사랑방 배면에 가묘방을 둔 점 등 시대적, 지역적, 민속적인 특성이 잘 반영되어 있는 점 등 문화재로 지정되어 보존되어야 할 가치가 있다고 판단되어, 문화재자료로 지정한다.

## 참고 문헌
- 영덕 우경고택 - 국가유산청 국가유산포털